# Ofentse Nato
Ofentse Nato (Ramotswa, 1 oktober 1989) is een Botswaans voetballer die bij voorkeur als middenvelder speelt. In 2012 verruilde hij Gaborone United voor Bidvest Wits, dat hem achtereenvolgens verhuurde aan de Mpumalanga Black Aces en Atlético de Kolkata.

## Clubcarrière
In het seizoen 2008/09, zijn eerste seizoen bij Gaborone United, werd hij met zijn club landskampioen. Drie seizoenen later, in het seizoen 2010/11, won hij de beker.
In 2014 tekende hij een huurcontract voor twee jaar bij Atlético Madrid, dat hem direct stalde bij satellietclub Atlético de Kolkata. Op 12 oktober 2014 maakte hij in de gewonnen wedstrijd tegen Mumbai City FC zijn debuut voor Atlético de Kolkata in de Indian Super League. Na een seizoen waarin de club het kampioenschap won, zou Nato terugkeren naar Spanje. Vanwege zijn werkvergunning – het Spaanse proces kan drie tot zes maanden duren – moest Nato wachten voordat hij weer kon spelen.
Op 6 februari 2015 tekende Nato een contract voor zes maanden bij zijn oude club Gaborone United.

## Interlandcarrière
Op 6 juni 2009 maakte Nato zijn debuut voor Botswana in de vriendschappelijke wedstrijd tegen Nieuw-Zeeland.
| Interlands van Ofentse Nato voor Botswana | Interlands van Ofentse Nato voor Botswana | Interlands van Ofentse Nato voor Botswana | Interlands van Ofentse Nato voor Botswana | Interlands van Ofentse Nato voor Botswana | Interlands van Ofentse Nato voor Botswana |
| №                                         | Datum                                     | Wedstrijd                                 | Uitslag                                   | Soort wedstrijd                           | Doelpunten                                |
| Als speler bij Gaborone United            | Als speler bij Gaborone United            | Als speler bij Gaborone United            | Als speler bij Gaborone United            | Als speler bij Gaborone United            | Als speler bij Gaborone United            |
| ----------------------------------------- | ----------------------------------------- | ----------------------------------------- | ----------------------------------------- | ----------------------------------------- | ----------------------------------------- |
| 1.                                        | 6 juni 2009                               | Botswana – Nieuw-Zeeland                  | 0 – 0                                     | Vriendschappelijk                         | 0                                         |
| 2.                                        | 5 juli 2009                               | Botswana – Iran                           | 1 – 1                                     | Vriendschappelijk                         | 0                                         |
| 3.                                        | 30 september 2009                         | China – Botswana                          | 4 – 1                                     | Vriendschappelijk                         | 0                                         |
| 4.                                        | 18 oktober 2009                           | Comoren – Botswana                        | 0 – 0                                     | COSAFA Cup 2009                           | 0                                         |
| 5.                                        | 20 oktober 2009                           | Botswana – Swaziland                      | 1 – 0                                     | COSAFA Cup 2009                           | 0                                         |
| 6.                                        | 26 oktober 2009                           | Zimbabwe – Botswana                       | 1 – 0                                     | COSAFA Cup 2009                           | 0                                         |
| 7.                                        | 1 juli 2010                               | Tunesië – Botswana                        | 0 – 1                                     | Afrika Cup 2012 (kwalificatie)            | 0                                         |
| 8.                                        | 9 juli 2010                               | Botswana – Tsjaad                         | 1 – 0                                     | Afrika Cup 2012 (kwalificatie)            | 0                                         |
| 9.                                        | 4 augustus 2010                           | Botswana – Zimbabwe                       | 2 – 0                                     | Vriendschappelijk                         | 0                                         |
| 10.                                       | 4 september 2010                          | Botswana – Togo                           | 2 – 1                                     | Afrika Cup 2012 (kwalificatie)            | 0                                         |
| 11.                                       | 27 oktober 2010                           | Botswana – Swaziland                      | 2 – 0                                     | Vriendschappelijk                         | 0                                         |
| 12.                                       | 17 november 2010                          | Botswana – Tunesië                        | 1 – 0                                     | Afrika Cup 2012 (kwalificatie)            | 0                                         |
| 13.                                       | 19 januari 2011                           | Botswana – Zweden                         | 1 – 2                                     | Vriendschappelijk                         | 0                                         |
| 14.                                       | 9 februari 2011                           | Mozambique – Botswana                     | 1 – 1                                     | Vriendschappelijk                         | 0                                         |
| 15.                                       | 9 februari 2011                           | Botswana – Namibië                        | 1 – 1                                     | Vriendschappelijk                         | 0                                         |
| 16.                                       | 26 maart 2011                             | Tsjaad – Botswana                         | 0 – 1                                     | Afrika Cup 2012 (kwalificatie)            | 0                                         |
| 17.                                       | 4 september 2011                          | Togo – Botswana                           | 1 – 0                                     | Afrika Cup 2012 (kwalificatie)            | 0                                         |
| 18.                                       | 7 januari 2012                            | Botswana – Zimbabwe                       | 0 – 0                                     | Vriendschappelijk                         | 0                                         |
| 19.                                       | 24 januari 2012                           | Ghana – Botswana                          | 1 – 0                                     | Afrika Cup 2012                           | 0                                         |
| 20.                                       | 28 januari 2012                           | Botswana – Guinee                         | 1 – 6                                     | Afrika Cup 2012                           | 0                                         |
| 21.                                       | 23 mei 2012                               | Botswana – Lesotho                        | 3 – 0                                     | Vriendschappelijk                         | 0                                         |
| 22.                                       | 28 mei 2012                               | Irak – Botswana                           | 1 – 1                                     | Vriendschappelijk                         | 0                                         |
| 23.                                       | 2 juni 2012                               | Centraal-Afrikaanse Republiek – Botswana  | 2 – 0                                     | WK 2014 (kwalificatie)                    | 0                                         |
| 24.                                       | 9 juni 2012                               | Botswana – Zuid-Afrika                    | 1 – 1                                     | WK 2014 (kwalificatie)                    | 1                                         |
| Als speler bij Bidvest Wits               |                                           |                                           |                                           |                                           |                                           |
| 25.                                       | 8 september 2012                          | Mali – Botswana                           | 3 – 0                                     | Afrika Cup 2013 (kwalificatie)            | 0                                         |
| 26.                                       | 13 oktober 2012                           | Botswana – Mali                           | 1 – 4                                     | Afrika Cup 2013 (kwalificatie)            | 0                                         |
| 27.                                       | 6 februari 2013                           | Zimbabwe – Botswana                       | 2 – 1                                     | Vriendschappelijk                         | 0                                         |
| 28.                                       | 19 maart 2013                             | Botswana – Malawi                         | 1 – 0                                     | Vriendschappelijk                         | 0                                         |
| 29.                                       | 24 maart 2013                             | Ethiopië – Botswana                       | 1 – 0                                     | WK 2014 (kwalificatie)                    | 0                                         |
| 30.                                       | 15 juni 2013                              | Botswana – Centraal-Afrikaanse Republiek  | 3 – 2                                     | WK 2014 (kwalificatie)                    | 1                                         |
| Als speler bij Mpumalanga Black Aces      |                                           |                                           |                                           |                                           |                                           |
| 31.                                       | 6 september 2013                          | Zuid-Afrika – Botswana                    | 4 – 1                                     | WK 2014 (kwalificatie)                    | 0                                         |
| 32.                                       | 5 maart 2014                              | Botswana – Zuid-Soedan                    | 3 – 0                                     | Vriendschappelijk                         | 1                                         |
| 33.                                       | 18 mei 2014                               | Burundi – Botswana                        | 0 – 0                                     | Afrika Cup 2015 (kwalificatie)            | 0                                         |
| 34.                                       | 1 juni 2014                               | Botswana – Burundi                        | 1 – 0                                     | Afrika Cup 2015 (kwalificatie)            | 0                                         |
| Als speler bij Atlético de Kolkata        |                                           |                                           |                                           |                                           |                                           |
| 35.                                       | 14 juli 2014                              | Botswana – Lesotho                        | 2 – 0                                     | Vriendschappelijk                         | 0                                         |
| 36.                                       | 19 juli 2014                              | Botswana – Guinee-Bissau                  | 2 – 0                                     | Afrika Cup 2015 (kwalificatie)            | 0                                         |
| 37.                                       | 2 augustus 2014                           | Guinee-Bissau – Botswana                  | 1 – 1                                     | Afrika Cup 2015 (kwalificatie)            | 0                                         |
| 38.                                       | 13 augustus 2014                          | Angola – Botswana                         | 0 – 0                                     | Vriendschappelijk                         | 0                                         |
| 39.                                       | 6 september 2014                          | Tunesië – Botswana                        | 2 – 1                                     | Afrika Cup 2015 (kwalificatie)            | 0                                         |
| Als speler bij Gaborone United            |                                           |                                           |                                           |                                           |                                           |
| 40.                                       | 29 maart 2015                             | Botswana – Mozambique                     | 1 – 2                                     | Vriendschappelijk                         | 1                                         |
| 41.                                       | 24 mei 2015                               | Zuid-Afrika – Botswana                    | 0 – 0 (6 – 7 n.s.)                        | COSAFA Cup 2015                           | 0                                         |
| 42.                                       | 28 mei 2015                               | Botswana – Mozambique                     | 1 – 2                                     | COSAFA Cup 2015                           | 0                                         |
| 43.                                       | 30 mei 2015                               | Botswana – Madagaskar                     | 1 – 2                                     | COSAFA Cup 2015                           | 0                                         |
| 44.                                       | 13 juni 2015                              | Oeganda – Botswana                        | 2 – 0                                     | Afrika Cup 2017 (kwalificatie)            | 0                                         |
| 45.                                       | 21 juni 2015                              | Lesotho – Botswana                        | 0 – 0                                     | CHAN (kwalificatie)                       | 0                                         |
| 46.                                       | 4 juli 2015                               | Botswana – Lesotho                        | 1 – 1                                     | CHAN (kwalificatie)                       | 0                                         |
| 47.                                       | 5 september 2015                          | Botswana – Burkina Faso                   | 1 – 0                                     | Afrika Cup 2017 (kwalificatie)            | 0                                         |
| 48.                                       | 10 oktober 2015                           | Eritrea – Botswana                        | 0 – 2                                     | WK 2018 (kwalificatie)                    | 0                                         |
| 49.                                       | 13 oktober 2015                           | Botswana – Eritrea                        | 3 – 1                                     | WK 2018 (kwalificatie)                    | 0                                         |

## Erelijst
Gaborone United
- Premier League

2008/09
- Beker

2012
 Atlético de Kolkata
- Indian Super League

2014